# Алексеев, Алексей Михайлович
Алексе́й Миха́йлович Алексе́ев (23 мая 1893, Казань — 1971) — советский физиолог растений. Доктор наук (1938), профессор (1938).

## Биография
Родился в Казани, в семье учителя. Среднее образование получил в Казанской гимназии № 3 (1912). Окончил естественное отделение физико-математического факультета Казанского университета (1917) и был оставлен профессорским стипендиатом на кафедре физиологии и анатомии растений. После двух лет в должности ассистента Пермского университета вернулся в Казанский университет. Работал ассистентом Ботанической лаборатории (1921—1923), доцентом кафедры ботаники (1924—1932). С 1932 года до конца жизни заведовал кафедрой физиологии растений Казанского университета.
С 1929 года по 1946 год был доцентом, а затем профессором Казанского педагогического института, в котором заведовал кафедрой ботаники и был деканом факультета естествознания (1931—1946).
Одновременно являлся профессором Казанского сельскохозяйственного института, где в течение ряда лет заведовал кафедрой физиологии растений и микробиологии (1930—1949).
В 1938 году защитил докторскую диссертацию «Физиологические основы влияния засухи на растения», в этом же году ему присвоено звание профессора.
По совместительству с 1946 года заведовал сектором ботаники в Биологическом институте Казанского филиала Академии наук СССР, с 1954 по 1960 гг. — директор института и заведующий лабораторией физиологии растений.
С 1960 года оставляет работу по совместительству и работает только в университете.

## Научная деятельность
А. М. Алексеев — выдающийся физиолог растений, родоначальник широко известной казанской школы физиологов растений. Его исследования посвящены изучению водного режима растений и его связи с обменом веществ при воздействии различных условий внешней среды, в основном — засухи. А. М. Алексеевым разработана новая концепция изучения водного режима растений с позиций термодинамики и введено понятие об активности воды и её парциальном химическом потенциале. Водный режим растений рассматривался в качестве ингредиента обмена веществ и структуры цитоплазмы растительных клеток. Это положение легло в основу дальнейших исследований структурно-метаболической роли воды в жизни растений, оказавших большое влияние на направленность работ физиологов растений страны. Исследования А. М. Алексеева обобщены в монографиях «Водный режим растений и влияние на него засухи» (Казань, 1948) и «Влияние минерального питания на водный режим растений» (М., 1957). Им была прочитана лекция памяти К. А. Тимирязева.
Под руководством А. М. Алексеева защищено более 20 кандидатских диссертаций, среди его учеников 4 доктора наук и 1 академик (И. А. Тарчевский).

## Награды, премии и почётные звания
Заслуженный деятель науки РСФСР (1965) и Татарской АССР (1944). Награждён орденом Ленина и медалью Всесоюзной сельскохозяйственной выставки.